# Antton Luengo
Pour les articles homonymes, voir Luengo.
Luengo  Celaia est un nom espagnol. Le premier nom de famille, en général paternel, est Luengo ; le second, en général maternel, souvent omis, est Celaia.
Antton Luengo Celaia, né le 17 janvier 1981 à Ermua, est un coureur cycliste espagnol. Il fait ses débuts professionnels en 2004 au sein de l'équipe espagnole Euskaltel-Euskadi.

## Palmarès
- 2002
  - 3ea étape du Tour d'Alava[1]
  - Prueba San Pelaio
  - 2e de la Subida a Gorla
  - 3e de la Subida a Urraki
  - 3e du Premio San Pedro
- 2003
  - Tour de la Bidassoa :
    - Classement général
    - 4ea étape

  - 2e de la Prueba San Juan
  - 3e de la Subida a Gorla

## Résultats sur les grands tours

### Tour d'Italie
2 participations
- 2006 : 110e
- 2007 : 140e